# レオナルドのロボット

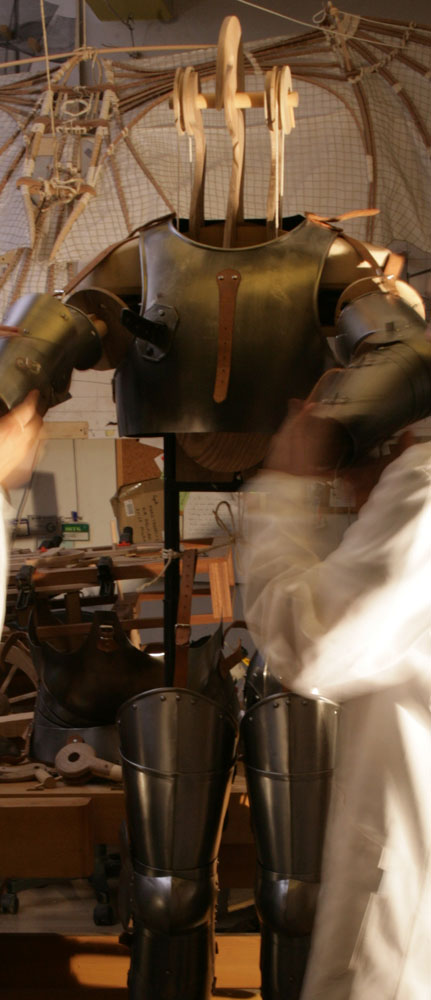
2007年にLeonardo3 laboratoriesにおいて、レオナルド・ダ・ヴィンチの設計を元に再製造されたロボット。

レオナルドのロボット (Leonardo's robot)、レオナルドの機械の騎士 (Leonardo's mechanical knight) または、自動騎士 (イタリア語: Automa cavaliere、 英語: Automaton knight) は、レオナルド・ダ・ヴィンチが1495年ごろに設計そしておそらく製造もした人形のオートマタ（ヒューマノイド）である。

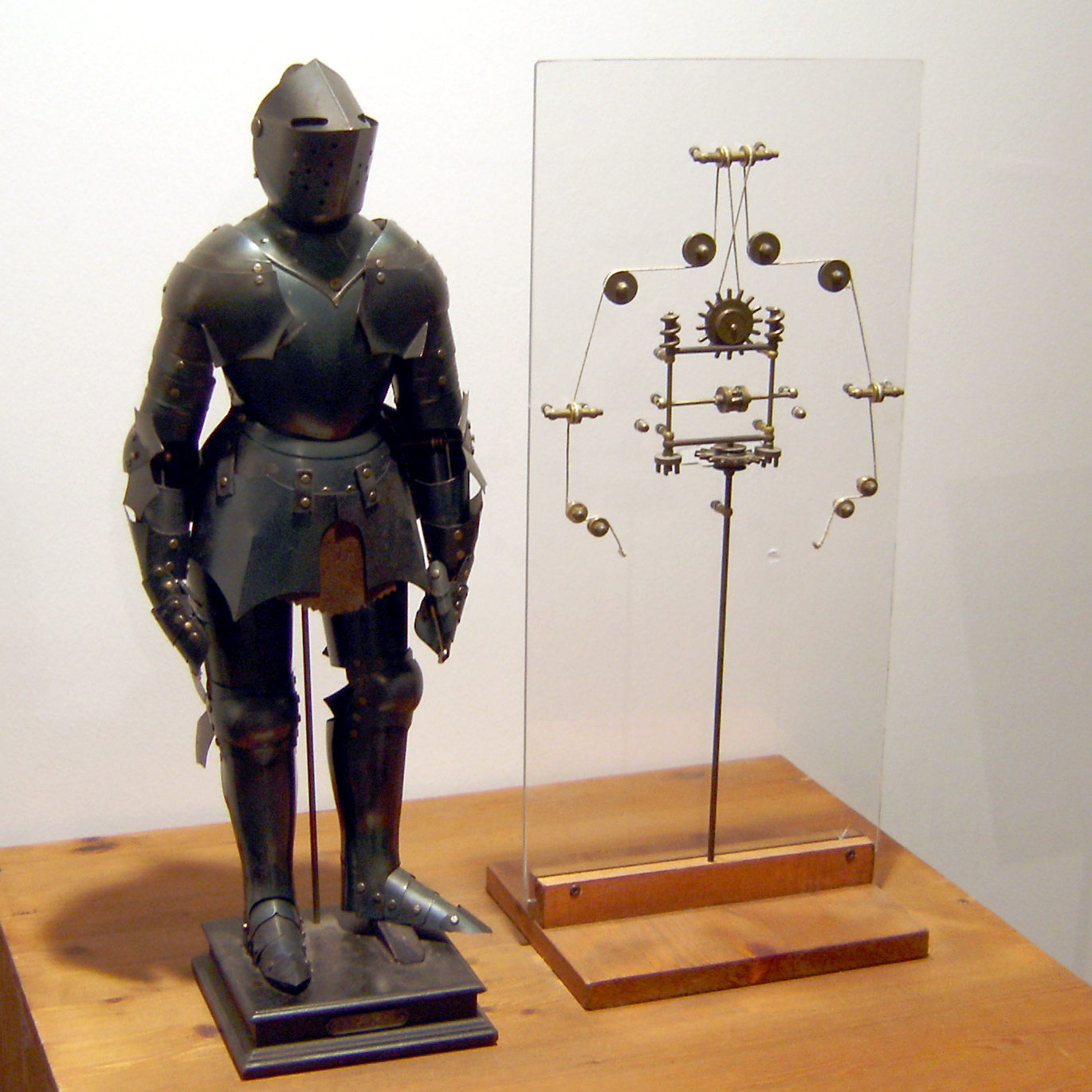
ベルリンにて展示されたレオナルドのロボットの模型（左）と内部の機構（右）

このロボットの設計図の覚え書きは、1950年代に再発見された。レオナルドはこのロボットを1495年にルドヴィーコ・スフォルツァが主催したミラノの宮廷における祝賀会にて展示したと言われている。このロボットの騎士は立つ・座る・面頬を上げる・腕を独立して動かすことができ、顎は解剖学的に正確な機構であった。このロボットシステムは全体的に滑車と紐によって可動する。この発見されたスケッチに基づいて再構築されたロボットは完全に機能することがわかっている。
このロボットは、ドイツ-イタリアの中世の鎧をまとい、人間の動作の一部を行うことができた。これは、レオナルドの解剖学的研究（ウィトルウィウス的人体図に記されているカノン比率など）の一環として制作された。